# Luis de Morales

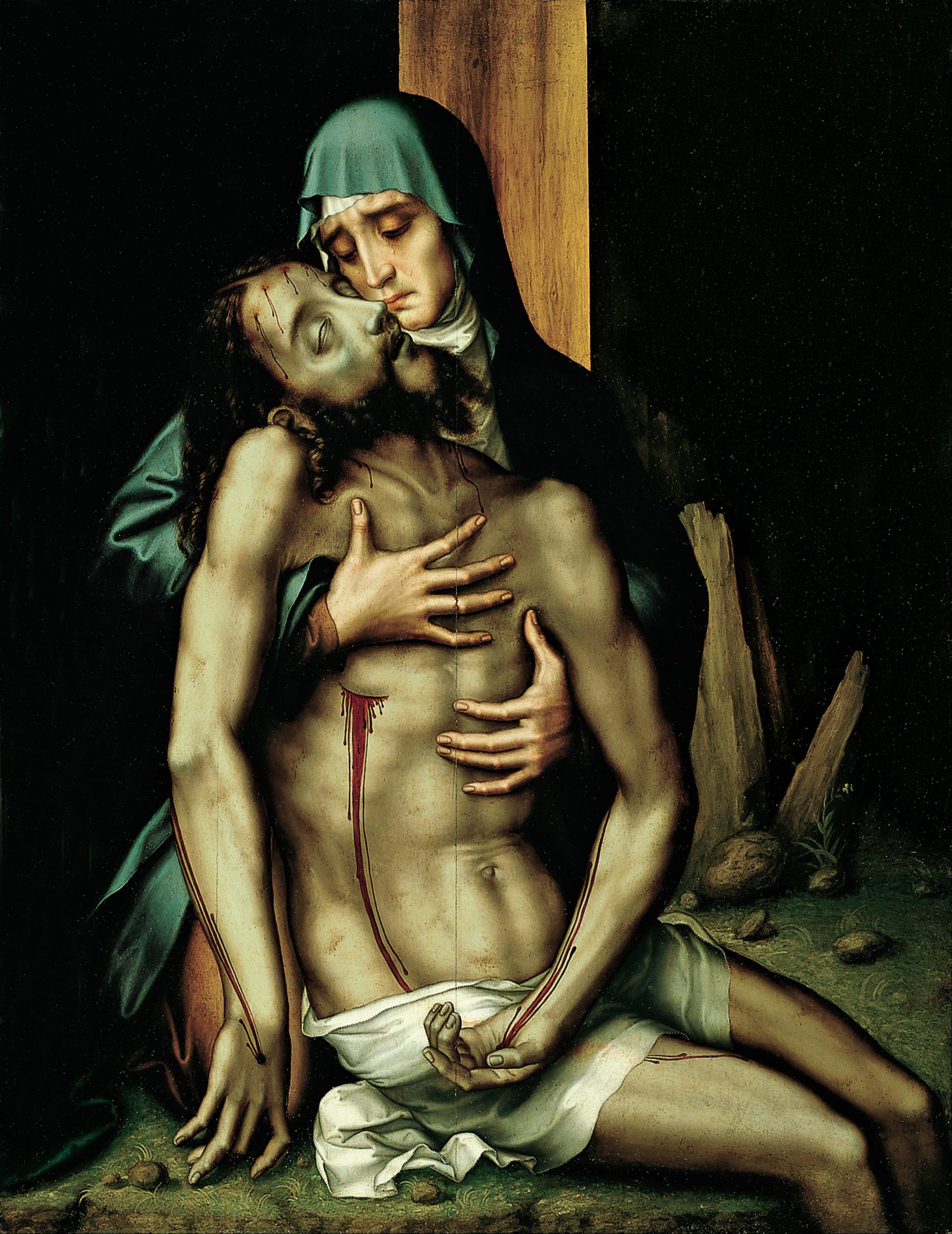
Pietà

Luis de Morales, genannt El Divino auch Divino Morales (* um 1509 in Badajoz; † 9. Mai 1586 ebenda) war ein spanischer Maler.

## Leben
Morales wird manchmal als der erste spanische Maler der Renaissance mit ausgeprägtem nationalen Charakter angesehen. Morales malte nur religiöse Themen, die eine intensive Frömmigkeit ausdrückten, was ihm den volkstümlichen Spitznamen El Divino einbrachte. König Philipp II. von Spanien, der ihn einlud, sich an der Ausstattung des Real Sitio de San Lorenzo de El Escorial zu beteiligen, missfiel Morales „Christus“, und er entließ ihn. Sein Stil war von den italienischen Meistern beeinflusst, insbesondere von Leonardo da Vinci, und ist im Wesentlichen manieristisch. Sein wichtigstes Werk besteht aus zwanzig Tafeln über das Leben Christi, die er zwischen 1563 und 1568 für die Kirche von Arroyo del Puerco malte.

## Zuschreibungen (Auswahl)
- Ecce homo, um 1550–80 (Aachen, Suermondt-Ludwig-Museum, Inv. Nr. GK 325)